# 里奧普里梅羅縣

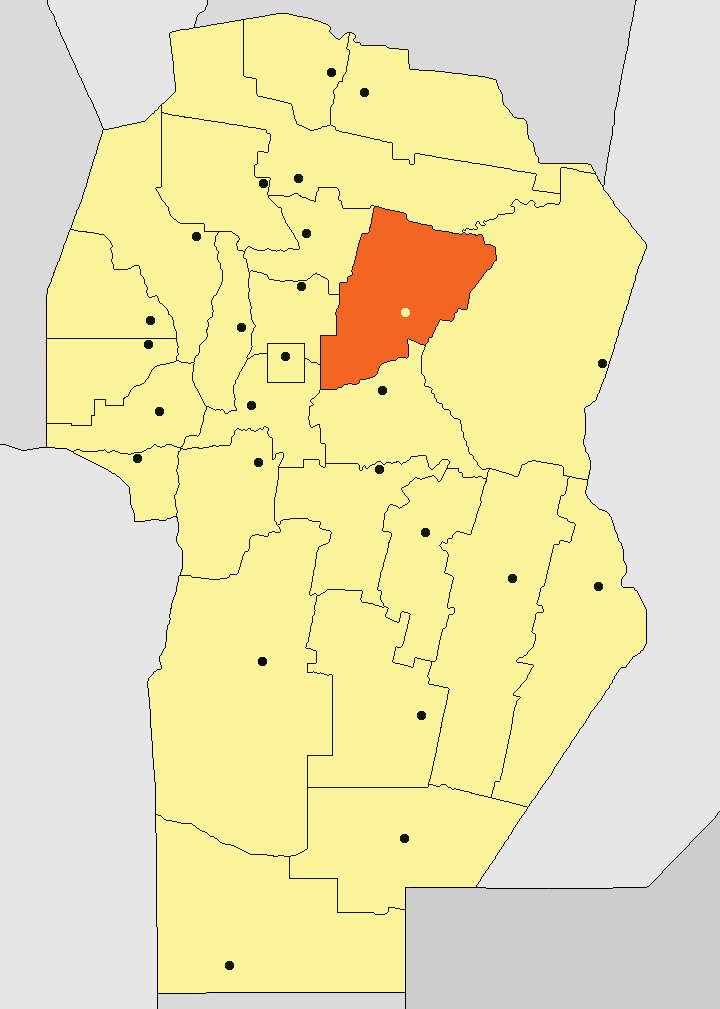

31°8′S 63°22′W / 31.133°S 63.367°W
里奧普里梅羅縣（西班牙語：Departamento Río Primero），是阿根廷的縣份，位於該國中部科爾多瓦省，首府是聖羅薩德里奧普里梅羅，面積6,753平方公里，2001年人口42,429，人口密度每平方公里6.3人。